# Hadbarderne
Hadbarderne (eller Heaðobeardan, Headubarden, også kendt som 'Hadubarderne') var et sagnfolk fra germansk jernalder i Nordeuropa. Hadbarderne er nævnt i bl.a. Widsith og Beowulfkvadet, som et fjendefolk til skjoldungerne i Lejre.
Der er flere, der tolker hadbarderne som et folk, der havde relation til Longobarderne, som vandrede mod syd i Folkevandringstiden og blandt anden bosatte sig i Italien i Lombardiet. Evt. kunne Hadbarderne have været den del af gruppen, som blev tilbage i nord, fx i Nordtyskland eller Skåne. Ifølge den svenske historiker Dick Harrison, er det sandsynligt, at Hadbarderne var det folk, der holdt til i Skåne med hovedsæde i Uppåkra, jernalderbobladsen, som regnes som Lunds forgænger.

## Etymologi
Tager vi udgangspunkt i stavemåden i de tidligste kilder, Heaðobeardan, kan vi aflede at 'Heado' kan oversættes med 'krig' eller 'kamp', mens 'beardan' refererer til 'skæg' på oldengelsk. Det vil sige en nogenlunde nutidsoversættelse kan være "De kampskæggede". 'Bard' kan dog også referere til et økseskæg, som i 'hellebard', hvilket vil give en nutidsoversættelse til noget i retning af "stridsøksefolket'.

## Kendte hadbarder
Ifølge kilder som Widsith og Beowulfkvadet er der flere af de kendte sagnkonger og helte som var eller kan have været hadbarder. Det er dog altid tvetydigt med jernalderens kilder og ingen af nedenstående personer kan dokumenteres som hadbarder eller om de overhovedet har eksisteret og navnene er også i senere kilder, som Gesta Danorum blevet anvendt som danske konger i kamp mod saxerne. Men skal vi tro de tidligste kilder kan vi identificere følgende hadbardiske sagnfigurer.

### Frode
Kong Frode bliver nævnt i Beowulfkvadet og Widsith som konge af hadbarderne og fader til senere kong Ingeld.

### Ingeld
Ingeld nævnes ligesom Frode i Beowilfkvadet og Widsith. Ingeld er Frodes søn og i krig med kong Roar i Danmark. Ingeld giftede sig med Roars datter for at stoppe krigen.

### Starkad (Stærkodder)
Starkad er nok den mest kendte af de personer, som Beowulfkvadet og Widsith nævner som hadbardiske sagnpersoner. Dette er de første kilder, han nævnes, men optræder som sagnhelt i mange senere beretninger. Ifølge den norske forsker Sophus Bugge er det sandsynligt at "Starkad" betyder "den stærke hadbard"
1. ↑  Dick Harrison, "Tusen år i Uppåkra", 2022. s. 200ff.
2. ↑  The Old Norse World
3. ↑  Nordisk familjebok https://runeberg.org/nfcf/0548.html